# Czad na Letnich Igrzyskach Olimpijskich 1996
Czad na Letnich Igrzyskach Olimpijskich 1996 reprezentowało 4 zawodników, 3 mężczyzn i 1 kobieta. Był to siódmy start reprezentacji na igrzyskach olimpijskich.

## Skład kadry

### Lekkoatletyka

#### Konkurencje biegowe

##### Mężczyźni
| Zawodnik         | Konkurencja   | Eliminacje | Eliminacje | Ćwierćfinały | Ćwierćfinały | Półfinały | Półfinały | Finał | Finał   |
| Zawodnik         | Konkurencja   | Czas       | Pozycja    | Czas         | Pozycja      | Czas      | Pozycja   | Czas  | Pozycja |
| ---------------- | ------------- | ---------- | ---------- | ------------ | ------------ | --------- | --------- | ----- | ------- |
| Brahim Abdoulaye | Bieg na 200 m | 21,67      | 7.         | NQ           | NQ           | NQ        | NQ        | NQ    | NQ      |
| Kimitene Biyago  | Bieg na 400 m | 48,88      | 7.         | NQ           | NQ           | NQ        | NQ        | NQ    | NQ      |
| Terap Adoum Yaya | Bieg na 800 m | 1:52,68    | 7.         | —            | —            | NQ        | NQ        | NQ    | NQ      |

##### Kobiety
| Zawodniczka      | Konkurencja   | Eliminacje | Eliminacje | Ćwierćfinały | Ćwierćfinały | Półfinały | Półfinały | Finał | Finał   |
| Zawodniczka      | Konkurencja   | Czas       | Pozycja    | Czas         | Pozycja      | Czas      | Pozycja   | Czas  | Pozycja |
| ---------------- | ------------- | ---------- | ---------- | ------------ | ------------ | --------- | --------- | ----- | ------- |
| Kaltouma Nadjina | Bieg na 200 m | 24,47      | 8.         | NQ           | NQ           | NQ        | NQ        | NQ    | NQ      |